# Tin whistle

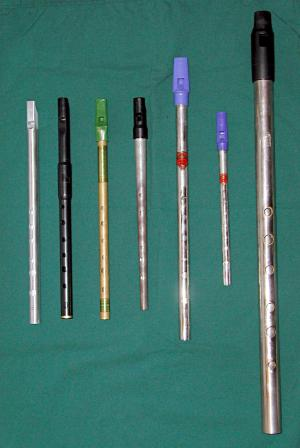
Zestaw tin whistles

Tin whistle (wym. [tɪn ˈwɪsl]), flażolet, flecik polski – jeden z najprostszych instrumentów dętych, niewielka piszczałka z ustnikiem dzióbkowym i sześcioma wierzchnimi otworami palcowymi. Pierwotnie był drewniany, obecnie najczęściej składa się z plastikowego ustnika i metalowego korpusu, choć można również spotkać instrumenty w całości metalowe (aluminium, brąz, srebro i in.), plastikowe lub drewniane. Tin whistle znany jest również jako: pennywhistle, Clark flageolet, London Clark flageolet, tin flageolet, Scottish tin whistle, Irish tin whistle, feadóg stáin (lub po prostu feadóg).

## Pochodzenie
Trudno w sposób wiarygodny wskazywać pochodzenie flażoletu. Podobne do niego piszczałki występowały w Europie (m.in. w Polsce), Azji i Ameryce Północnej. Budowa flażoletu jest na tyle prosta, że mógł on zostać wynaleziony niezależnie w kilku miejscach. Tin whistle w takiej postaci, w jakiej jest obecnie znany, powstał pod koniec XIX w. w Wielkiej Brytanii. Wtedy to angielski farmer Robert Clarke zaczął wytwarzać flażolety, używając do ich produkcji cienkiej blachy i drewnianego bloczka umieszczanego w części ustnikowej. Jego wyroby kupowali m.in. irlandzcy robotnicy, dzięki którym instrument upowszechnił się na Zielonej Wyspie. Założona przez Clarke'a w 1843 roku firma produkuje flażolety do dziś.

## Skala i rejestry brzmieniowe

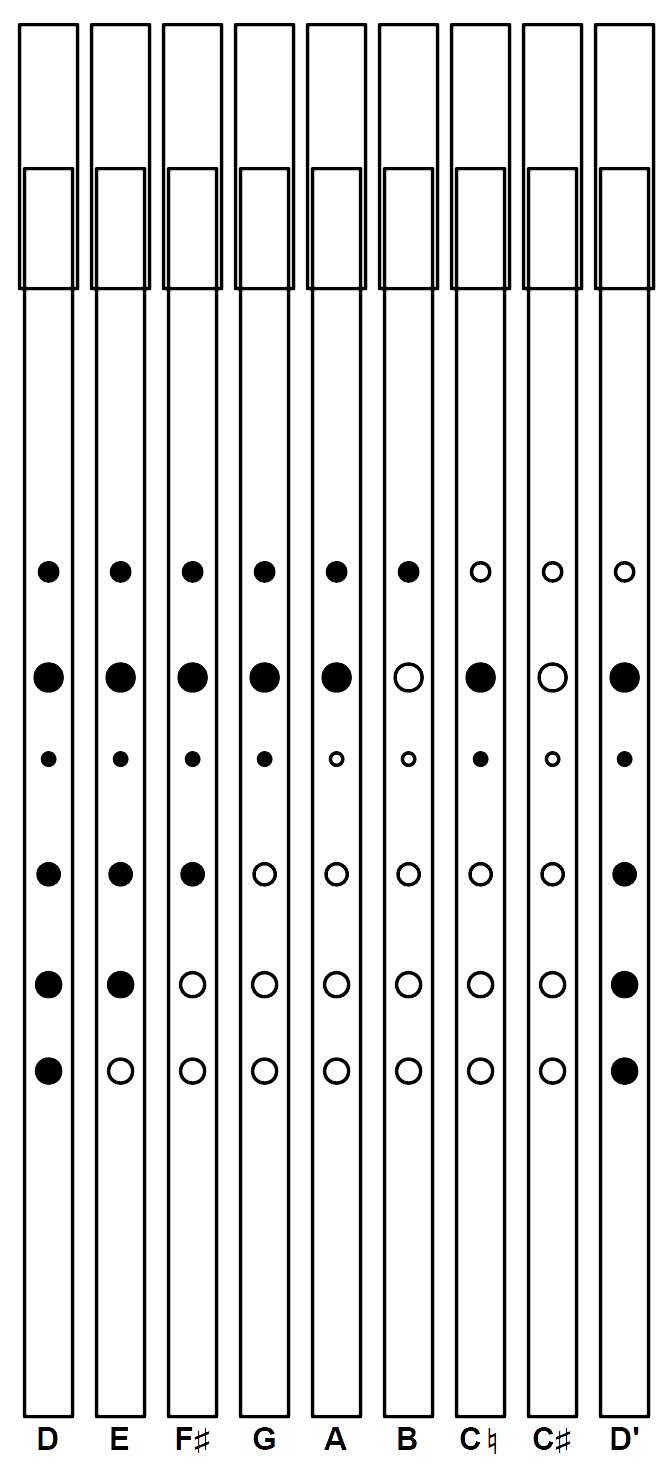
Palcowanie gamy durowej na flażolecie strojonym w D

Flażolet jest instrumentem diatonicznym, na którym, przy pomocy prostego palcowania, wydobywa się gamę durową. Pozostałe dźwięki można uzyskać przez chwyty kombinowane (widełkowe) lub częściowe tylko zakrywanie otworów palcowych, co jednak jest mało praktyczne. W związku z tym produkuje się flażolety o różnej wielkości odpowiadające poszczególnym tonacjom, z których D-dur uznawana jest za podstawową. Pełna skala flażoletu wynosi około dwóch oktaw. W niższym rejestrze instrument brzmi matowo i cicho, w wyższym barwa jest jasna i dźwięczna, nawet przenikliwa. 
Dźwięk flażoletu, choć ubogi w składowe harmoniczne, jest jednak bardzo charakterystyczny. Najczęściej kojarzony jest z muzyką ludową Anglii, Szkocji i Irlandii oraz innych krajów celtyckich. Ze względu na dosyć prostą technikę gry i niewygórowaną z reguły cenę, instrument ten cieszy się sporą popularnością wśród muzyków folkowych i amatorów. Do grona wirtuozów flażoletu irlandzkiego można zaliczyć m.in. Mary Bergin, Joanie Madden, Michaela McGoldricka czy Briana Finnegana z grupy Flook oraz Andreę Corr.

## Flażolet na ziemiach polskich
W XVIII i XIX wieku na terenie ziem polskich flażolet był tak bardzo popularny, iż nazywano go flecikiem polskim. Jeszcze do roku 1939 masowo wytwarzano blaszane piszczałki sześciootworowe. Od lat sześćdziesiątych wprowadzano odgórnie (szczególnie w szkołach) niemieckie flety proste i ich plastikowe substytuty. W połowie lat dziewięćdziesiątych Wielkopolska stała się kolebką odrodzenia flażoletu. Jest to instrument  łatwy i tani. Kilka lat później grupa entuzjastów powołała do życia Stowarzyszenie na Rzecz Efektywnych Metod Umuzykalniania „EMU”. Obecnie ruch tworzy kilkadziesiąt tysięcy muzykujących amatorów na terenie całej Polski, z czego w Wielkopolsce jest ich około dwudziestu tysięcy.